# Rukwanzi
Rukwanzi ist eine kleine Insel im Albertsee in Afrika. Sie befindet sich am südlichen Ende des Sees nahe der Mündung des Semliki. Die etwa 1 km lange und 500 m breite Insel wird hauptsächlich von Fischern und ihren Familien bewohnt.
Die territoriale Zugehörigkeit der kleinen Insel ist zwischen Uganda und der Demokratischen Republik Kongo umstritten. Die Grenze zwischen beiden Staaten wurde noch während der Kolonialzeit festgelegt und ist unklar bezüglich Rukwanzi. Seit der Entdeckung von Erdöl in der Region ab 2001 nahmen die Spannungen zwischen Uganda und der DR Kongo zu. 2007 eskalierte der Konflikt, als es nahe der Insel zu Kämpfen zwischen Truppen beider Staaten kam. Im August 2007 besetzte das kongolesische Militär Rukwanzi. Viele der ehemals etwa 3000 Bewohner verließen aufgrund der unsicheren Verhältnisse und einer Choleraepidemie die Insel.
Der Grenzstreit ist weiterhin (Stand 25. April 2009) ungelöst.